# Parablennius gattorugine
Parablennius gattorugine é uma espécie de peixe pertencente à família Blenniidae.
A autoridade científica da espécie é Linnaeus, tendo sido descrita no ano de 1758.

## Portugal
Encontra-se presente em Portugal, onde é uma espécie nativa.
Os seus nomes comuns são lula, marachomba-babosa, murtefuge ou peixe-lula.

## Descrição
Trata-se de uma espécie de água salobra e  marinha. Atinge os 30 cm de comprimento total nos indivíduos do sexo masculino.